# Sarmada
Sarmada (en árabe: سرمدا) es una ciudad del distrito de Harem, en la provincia de Idlib, en el extremo noroeste de Siria, cerca de la frontera con Turquía.
El patriarca Elías de Antioquía consagró una iglesia en Sarmada en el año 722. También es el lugar en el que tuvo lugar la batalla del Ager sanguinis, en la que el ejército del principado de Antioquía, conducido por Roger de Salerno, fue derrotado por el ejército del musulmán ortóquida al mando de Ilghazi ibn Artuk el 28 de junio de 1119.

## Monumentos

### Columna de Sarmada
La ciudad se distingue por la tumba romana de Alexandras, datada en el siglo II. El espacio es rectangular y soporta dos columnas, compuestas por trece piedras cilíndricas, unidas en el décimo cilindro por una pieza horizontal con otro capitel en la parte superior.

### Monasterio de San Daniel e Hisn ad-Dair
El monasterio de San Daniel (también conocido como Breij o Braij o al-Breij) se encuentra a 2 km al oeste de la ciudad, encaramado en una ladera a unos 400 m de la carretera. El monasterio está datado en el siglo IV, durante la última fase monástica de las Ciudades Muertas.
Un monasterio llamado Hisn ad-Dair, cerca de Sarmada, fue entregado a Alan de Gael por el rey Balduino II de Jerusalén en el año 1121, cuando fue descrito como un monasterio fortificado. También se menciona un castillo con tres torres de vigilancia en la zona.

### Templo romano
A otros 4 km por la carretera hacia Baqirha se encuentra un templo romano dedicado a Zeus. Se han encontrado pruebas epigráficas que datan la estructura en torno al año 169 de la era cristiana. El templo cuenta con una enorme puerta y una cella, además de una columna de lo que fue un pórtico de cuatro columnas.